# Адат
Свод традиционных обычаев у народов Кавказа, Средней Азии и других исповедующих ислам. Противопоставляется официальной правовой системе — шариату. По нормам адата обычно решались дела о кровной мести, умыкании невест и проч., а шариат санкционировал дела гражданские — имущественные споры, дела о земле, наследстве и др. Судили на основе адата родовые старейшины.
Ада́т, или а́да (араб. عادة‎ —  обычай, привычка‎; мн.ч — араб. عادات‎ —  ‘а́да́т‎) — обычай, пережиточные нормы доисламских правовых комплексов, а также реалии правовой жизни, не отражённые в шариате. Адат представляет собой совокупность обычаев и народной юридической практики в самых разнообразных сферах имущественных, семейных и тому подобных отношений.

## Исламское право
В разработках исламских законоведов понятие адат сливается с понятием урф (араб. عرف‎) и является его синонимом. Однако это верно лишь для территорий близ Мекки и Медины, обычное право которых оказало огромное влияние на формирование норм шариата и рассматривалось как дополнительный источник права. В остальном мусульманском мире нормы адата бытуют помимо шариата. Это имеет место там, где население исламизировано поверхностно и шариатские суды отсутствуют либо не имеют достаточного авторитета, а также там, где, несмотря на многовековое бытование ислама, сохраняются родоплеменные отношения и древние правовые представления; ещё это происходит там, где до ислама население входило в состав государств с развитой правовой системой и, приняв ислам, не отказалось от привычных правовых норм.
Некоторые исламские правоведы отводили адату определённую роль в регулировании общественных отношений, оговариваясь, что адат не должен противоречить шариату. Адаты, которые противоречат исламскому праву, попадают в разряд отвергнутых, в соответствии с кораническим аятом: «Когда же они совершают какой-либо мерзкий поступок, они оправдываются так: „И наши отцы поступали так же, и Аллах велел нам [поступать] именно так“. А ты [, Мухаммад,] отвечай: „Воистину, Аллах не велит совершать поступков мерзких. Неужели вы станете возводить на Аллаха то, о чём не ведаете?“». Нормы адата могут значительно расходиться с шариатом, выступая как альтернатива или даже совсем оттесняя их. Например, наследование по женской линии и другие обычаи матриархального характера у туарегов, обычаи кровных обязательств у многих народов Кавказа, брачные отношения у мусульман Центральной Африки и другое.
В практической деятельности нормами адата может пользоваться без ограничений только третейский судья (хяким), главной задачей которого является приведение сторон к соглашению. Духовный же судья (кади) или правительственный чиновник могут опираться на адат только в особых случаях и если используется норма, не противоречащая общему духу шариата.

## Адат по регионам

### Казахстан
При казахском хане Тауке-хане (1680—1718 гг.) была осуществлена кодификация обычаев на основе нормы обычного права, адата. Собранное воедино и названное им Жеты Жаргы (Семь уложений) законодательство обязан был знать каждый бий — судья, и аксакалы казахских родов и племён. Нормы обычного права, в том числе и Жеты Жаргы, постоянно пополнялись и совершенствовались в процессе судебной деятельности ханов, султанов и особенно биев-судей. При этом была развита и прецедентная практика, решения наиболее авторитетных становились обязательными прецедентами. До Жеты Жаргы у казахов существовал другой, более древний свод узаконений, основанный на обычном праве — адате, называемый казахами «Светлый путь Касым-хана» (каз. «Қасым ханның қасқа жолы»), которые не были записаны и существовали в устном виде, это было в Казахском ханстве при хане Касым-хане (1455—1522).

### Чечня
Согласно исследованию учёных, к началу XIX века союзы тейпов (тукхумы) имели каждый свой свод адатов. По общим правилам гражданские дела разбирались на основе шариата, а уголовные на основе адата. Также возможно разделить, например, чеченский народ на две основных категории по степени восприятия адатов и шариата (как противоборствующих правовых систем): равнинные тейпы и горские тейпы (тейпы Ичкерии — исторической горной местности на стыке границ Дагестана и Чеченской Республики). При этом выяснится, что горские тукхумы являются менее исламизированными в вопросах исторического правового поля, так как ислам проник в их культуру значительно позже, чем его восприняли равнинные тейпы — разница составляет, по примерным оценкам историков, 150 лет.
Адаты народов вайнахской группы были задокументированы в XIX веке на русском языке, и изданы в 1882 году. Согласно некоторым мнениям, данные своды законов были более жёсткими, нежели законы других, не-вайнахских народов, так как испытали на себе сильное влияние норм поведения и правил княжеских адатов Надтеречья.
До депортации в Грозненском краеведческом музее хранился сборник адатов (на арабском языке). Там были записаны важные решения о наказании за различные преступления. Найден был в Ножай-Юртовском районе и нигде опубликован не был.
Швейцарская газета Le Temps в 2010 году отмечала, что для многих чеченцев адат «стоит в республике выше конституции».
В 2018 году был проведён телефонный опрос среди 600 жителей Чечни, который показал, что 26 % высказались за светский суд (20 % 18-29 лет), 43 % высказались за суд по исламским законам (53 % 18-29 лет), 7 % высказались за суд по законам адата.